# Francesco Corner (doge)
Pour les articles homonymes, voir Cornaro.
Francesco Corner parfois italianisé en Cornaro, né le 6 mars 1585 à Venise et mort le 5 juin 1656 dans la même ville, est un homme politique italien, qui est le 101e doge de Venise. Élu en 1656 pour succéder à Carlo Contarini, son dogat s'achève dix-neuf jours plus tard.

## Biographie
Francesco Corner est le fils de Giovanni Ier Corner, doge de 1625 à 1629.
Il se marie avec Adriana Priuli, fille d'Antonio Priuli, doge de 1618 à 1623, avec qui il a six garçons et deux filles.
De famille riche et proche des positions cléricales et pro-romaines, il se distingua par une prestigieuse carrière politique, ternie seulement par une expulsion, lors d'une ambassade, de la part du duc de Savoie, qui le considérait impliqué dans des complots contre lui. On dit qu'il ne souhaitait pas être élu doge, car, désormais âgé, il préférait se consacrer davantage aux affaires qu'à la politique. Quoi qu'il en soit, son dogat est resté célèbre pour être le plus court de l'histoire de la république de Venise : élu le 17 mai 1656, il mourut le 5 juin de la même année.
Pendant son règne très court, on ne note rien de particulier.
Il est enterré dans la chapelle de la famille Corner dans l'église San Nicolò da Tolentino.